# Zubača
Obična zubača (lat. Cynodon dactylon) je biljka iz porodice trava poreklom iz prostora severne i istočne Afrike, Azije i Australije i južne Evrope.

## Opis biljke
Zubača je višegodišnja biljka visoka 10 do 40 centimetara. Ima vrlo razvijene rizome, duge i preko 1 metar, pomoću kojih se širi. Stablo je glatko, uspravno. Listovi su brojni, dugi od 2 do 15 centimetara, zeleni, glatki ili malo maljavi. Cvast je složena klasolika metlica.
Zubača cveta u leto i jesen. Plod je krupa, jedna biljka daje oko 32000 semenki, slabo klijavih. Klijaju u proleće ili rano leto. Težina 1 000 semenki je oko 0,25 grama. Biljka se razmnožava rizomima i semenom.

## Značaj
Kosmopolit je u toplim i suvim oblastima. Jedan je od najžilavijih i najopasnijih korova u svetu i kod nas. Jak je kompetitor. Najviše mu odgovaraju peskovita zemljišta, oranice i livade, vinogradi i voćnjaci, nepoljoprivredni tereni. Dobro veže živi pesak. Traži dosta svetla. Dobro podnosi gaženje i ispašu. Stoka je rado jede.
Rizomi su se ponekad upotrebljavali u narodnoj medicini.

## Literatura
- Šarić, Taib: Atlas korova, Svjetlost, Sarajevo, 1991.
- Komljenović, Ilija: Atlas korova, Poljoprivredni fakultet Banja Luka, 2007.